# Массовые преследования мусульман в СССР (1929—1941)
В русле политики «воинствующего безбожия» в 1929 году усилились давление и пропаганда, направленные против всех религиозных учреждений, в том числе и исламских. К тому времени уже было в основном разгромлено басмаческое движение. Это следует из резолюции о награждении 48-го Сарай-Камарского (позднее Таджикского, а затем Пянджского) пограничного отряда орденом Ленина, которую 29 января 1936 года Иосифу Сталину и Генриху Ягоде передал первый секретарь ЦК Компартии Таджикской ССР Сурен Шадунц. В резолюции приводились данные о борьбе этого отряда по охране границы Таджикистана с Афганистаном с 1928 года:
- 255 вооружённых столкновений;
- 1207 убитых и раненых басмачей;
- 274 задержанных и завербованных басмача;
- 54 ликвидированных банды;
- 13541 задержанных при переходе границы Советского Таджикистана и Афганистана;
- Конфискация контрабанды на 953014 рублей.

При этом собственные потери всего пограничного отряда за эти несколько лет были незначительными — 13 убитых и 13 раненых. Это указывало, что в первой половине 1930-х годов активного басмачества на таджикско-афганской границе, для борьбы с которым требовались значительные военные силы, уже не существовало.
К концу 1930-х годов внешнеполитическая необходимость в уступках мусульманскому духовенству отпала, так как СССР фактически прекратил отношения с Саудовской Аравией в 1938 году, закрыв своё консульство в Джидде. Был принят ряд мер по сокращению контактов между мусульманами СССР и соседних стран, а также по ограничению притока в СССР мусульман-иностранцев.
Общению советских мусульман с единоверцами в 1920-х — 1930-х годах способствовала распространенная практика найма из соседних с СССР мусульманских стран сезонных рабочих. Эти сезонные рабочие трудились в приграничных мусульманских местностях СССР. В 1930 году в СССР работали от 10 тысяч до 20 тысяч афганцев, персов, представителей среднеазиатских народов (иностранцев). Эти сезонные рабочие трудились на нефтепромыслах в Азербайджане (в том числе в Баку), а также на сборе хлопка в Средней Азии.
В начале 1938 года были закрыты в СССР консульства Ирана, Афганистана и Турции.
Зарубежные мусульмане стали восприниматься в конце 1930-х годов как угроза советской власти. Уже в начале 1930-х годов в приграничных с СССР мусульманских местностях существовали территории компактного проживания советской мусульманской эмиграции, которых сотрудники советских спецслужб в 1930-х годов обвиняли в антисоветской работе и даже в подготовке панисламистских восстаний на территории СССР. В информационно-аналитическом обзоре 1944 года подчёркивалось, что в начале 1930-х годов только в северных районах Афганистана проживали не менее 4 млн мусульманских эмигрантов из СССР. Современные исследователи приводят более скромные цифры — от полумиллиона до миллиона бывших советских мусульман, бежавших в начале 1930-х годов в Синьцзян и Афганистан. Значительная часть этой эмиграции сформировалась в результате коллективизации начала 1930-х годов. У эмигрантов были свои общественные организации.
1929—1941 годы стали временем, когда в СССР преследование мусульманского духовенства и верующих приняло массовый характер. Насилие (расстрелы духовенства по сфабрикованным уголовным делам, раскулачивание) сопровождались экономическим давлением (непомерные налоги и неисполнимые поставки государству определённых видов сельскохозяйственной продукции), а также культурными преобразованиями, направленными на уничтожение религиозной литературы и духовного образования.
В 1929—1941 годах в СССР были закрыты практически все мечети. Так, на территории Башкирской АССР количество мусульманских приходов по годам было следующим:
- 1927 год — 2414;
- 1934 год — 924;
- 1941 год — 12.

Легально эмигрировать за границу советские мусульмане фактически не могли. Власти СССР уже в начале 1930-х годов почти полностью закрыли выезд за рубеж для всех своих граждан. В 1932 году по СССР было подано 478 заявлений на эмиграцию (из них удовлетворено 259 заявлений). В октябре 1932 года советские власти установили, что советский гражданин (если являлся «трудовым элементом») мог выехать за границу, если его родственники за рубежом делали в Торгсин валютный перевод — 500 золотых рублей. Для выезда «нетрудового элемента» требовалось внести 1000 золотых рублей. К 1933 году ставки были повышены — 550 золотых рублей за выезд «трудового элемента» и 1100 золотых рублей за право на выезд «нетрудового элемента» (по официальному курсу это было более 280 долларов США и около 570 долларов США соответственно).
Духовенство относилось к «нетрудовому элементу». За выезд старика или ребёнка следовало перевести в Торгсин 275 золотых рублей. Помимо этой суммы желающий эмигрировать из СССР должен был оплатить услуги «Интуриста» по «организации выезда» и услуги Народного комиссариата путей сообщения и Советского торгового флота за доставку «до портов посадки». Заплатить за выезд мало кто мог из советских граждан. Поэтому за 1933 год на выезд в эмиграцию из СССР было подано 1249 заявлений, из которых удовлетворили 804 заявления. Таким образом легальной возможности выехать на постоянное место жительства в мусульманские страны у советских мусульман не было.
Коллективизация, индустриализация и принудительные переселения конца 1920-х — 1930-х годов привели к изменению конфессионального состава ряда мусульманских местностей. Особенно сильно изменился состав населения Казахской ССР. Голод 1932—1933 годов привёл к тому, что многие казахи-мусульмане погибли или откочевали в Китай. С другой стороны в Казахстан хлынул поток переселенцев-немусульман. Многие прибывали на стройки, например, на Турксиб. Наконец, Казахстан стал одним из главных центров ссылки в СССР. По состоянию на 1 июля 1938 года из 997329 трудпоселенцев СССР 134655 человек проживали в Казахстане. В результате к концу 1930-х годов казахи стали меньшинством в Казахской ССР.
Мусульманские республики Средней Азии и Азербайджанская ССР до Второй мировой войны сохранили преимущественно мусульманское население. Они были практически не затронуты притоком трудпоселенцев. Во всех союзных республиках СССР (кроме РСФСР и Казахской ССР) по состоянию на 1 июля 1938 года было только 42674 трудпоселенцев (из них в Узбекской ССР 14307 трудпоселенцев, в Киргизской ССР 11845 трудпоселенцев, в Таджикской ССР 9052 трудпоселенца).
Одновременно в СССР сформировался слой относительно грамотных кадров из мусульманских народов, которые прошли атеизацию и получили подготовку в рядах Красной Армии. Эти люди владели языками своих народов, знали их культуру и ислам, а также владели русским языком и обладали минимальными профессиональными знаниями. Советское командование поощряло их возвращение после демобилизации в родные поселения, где эти люди либо занимали руководящие должности, либо становились специалистами (политпросветработниками, рабселькорами, антирелигиозниками, киномеханиками, радистами, специалистами в области сельского хозяйства, животноводами и т. д.). Эта подготовка кадров для деревни была целенаправленной. Особенно активно такая подготовка велась в национальных частях. Так, 61 % демобилизованных (429 человек) в 1936 году из 18-й Туркменской горно-кавалерийской дивизии получили специальности или завербовались на стройки индустриализации. Причём из этих 429 человек 119 стали массовиками, а 67 — советскими и комсомольскими работниками.
Несмотря на политику атеизации, закрытие мечетей и репрессии в отношении духовенства, в СССР в конце 1930-х годов значительная часть населения идентифицировала себя как верующих. Перепись 1937 года показала, что ислам оставался второй по численности верующих конфессией Советского Союза. Согласно записке начальника Центрального статистического управления СССР Владимира Старовского от 20 декабря 1955 года перепись 1937 года выявила 8,3 млн лиц в возрасте 16 лет и старше, указавших себя в качестве «магометан» (8,4 % населения СССР старше 16 лет).
Присоединение к СССР значительных территорий в 1939—1940 годах, населённых преимущественно верующими людьми, практически не повлияло на советский ислам. Это было связано с тем, что на этих землях практически не было мусульман. Так, на территории Восточных воеводств Польши, в основном присоединённых к СССР в 1939 году (кроме Виленского края), по данным польского статистического ежегодника 1939 года проживали только 17,9 тыс. человек неиудейского и нехристианского вероисповедания (в это число включались также атеисты).

## Массовая коллективизация и связанные с ней преследования мусульманского духовенства (1929—1930 годы)
В 1929—1930 годах в СССР прошла массовая кампания по закрытию мечетей. Она проводилась в рамках коллективизации. Местные активисты порой подделывали подписи верующих и иным образом грубо нарушали законодательство в сфере закрытия культовых зданий. В 1929—1930 годах были приняты несколько нормативных документов, которые существенно упростили возможности местных властей по закрытию культовых зданий. В ходе кампании 1929—1930 годов многие представители мусульманского духовенства (как и служителей культа других конфессий) были раскулачены. При этом для раскулачивания часто было достаточно самого факта принадлежности человека к духовенству. Формально центральные власти запрещали раскулачивание на этом основании, но на практике местные государственные органы часто игнорировали этот запрет.
Коллективизация в мусульманских местностях СССР проходила не одномоментно: власти учитывали сопротивление. Декрет ЦИК и Совнаркома Казахской АССР от 28 августа 1928 года «О конфискации байских хозяйств» предусматривал «выселение тех наиболее крупных скотоводов из коренного населения, которых, сохраняя полуфеодальные, патриархальные и родовые отношения, своим имущественным и общественным влиянием препятствуют советизации аула». При этом в Декрете уточнялось, что он не распространяется на южные районы Казахстана: Адаевский округ, Кара-Калпакскую автономную область и хлопководческие районы бывших Джетысуйской и Сырдарьинской губерний. По мнению историка С. Ш. Казиева, исключение этих территорий Казахстана из Декрета о выселении баев было связано с тем, что советское руководство не хотела переноса басмачества на территорию Казахстана и поэтому создало из южных районов Казахстана буферную зону между объятой басмачеством Средней Азией и теми степными областями Казахстана, где должен был быть ликвидирован слой крупных скотоводов.
Кампания 1929—1930 годов была вызвана действиями центральных властей, которые создали нормативную базу, облегчившую её проведение. В 1929 году было принято несколько нормативно-правовых актов, которые серьёзно ограничили права мусульманского духовенства и верующих. Важнейшим было Постановление ВЦИК и СНК СССР от 8 апреля 1929 года, которое касалось всех религиозных организаций, и действовало до начала 1990-х годов. Это Постановление, по мнению историка М. Одинцова, фактически превратило религиозные организации в некие «резервации». Вся деятельность религиозных организаций по удовлетворению потребностей верующих была обставлена в этом документе множеством ограничительных условий. Постановление содержало следующие запреты для религиозных организаций:
- На создание касс взаимопомощи;
- На всевозможные кружки, группы и отделы (рукодельческие, трудовые и прочие);
- На открытие библиотек и читален;
- На хранение в молитвенных зданиях любых книг кроме тех, которые необходимы для отправления культа;
- На оказание материальной поддержки членам религиозных организаций;
- На преподавание вероучения (кроме специальных курсов, открываемых с разрешения НКВД).

18 июня 1929 года ВЦИК СССР запретил преподавать мусульманское вероучение, а также конфисковал закятное имущество и вакфы.
Кампания 1929—1930 годов была во многом связана с тем, что несмотря на длительную атеистическую пропаганду, в СССР было очень много верующих, а духовенство оставалось многочисленным. К 1929 году в ряде местностей СССР сохранилось большое число мечетей. В Дагестане в конце 1920-х годов было более 5 тыс. мечетей. На территории Чеченской автономной области (население 307752 человека) по данным на 1928 год насчитывалось:
- 675 общественных мечетей;
- 2 тысячи кубовых мечетей (отмечалось, что это неполные данные);
- 38 сект, группировавшихся вокруг «шейхов и шейхствующих»;
- более 180 «арабских школ» с 3 тыс. учеников (отмечалось, что данные неполные), при том что советских школ было лишь 105 с 6 тыс. учащихся.

Мусульманское духовенство в отдельных местностях СССР было многочисленным. В 1929 году работники Дагестанского областного комитета ВКП(б) оценили численность мусульманского духовенства в Дагестанской области в 100 тыс. человек. В это число были включены следующие категории духовных лиц:
- муллы (имамы мечетей и руководители мусульманских общин);
- кадии (шариатские судьи);
- учёные-алимы;
- мударрисы (учителя мусульманских школ);
- мутаалимы (учащиеся мектебов и медресе);
- муэдзины (служители мечетей, пять раз в день призывающие мусульман на молитву — азан);
- суфийские шейхи и их мюриды.

В начале 1930-х годов в СССР шариатские суды действовали несмотря на запреты властей. В Дагестане, где шариатские суды были официально закрыты в ноябре 1927 года, ещё в 1933 году были выявлены 84 действующих судьи-кадия.
Постановление № 329 НКВД РСФСР «О регистрации религиозных объединений» от 10 октября 1929 года обязывало все религиозные объединения перерегистрироваться до 1 мая 1930 года, а те, кто не прошёл перерегистрацию, считались закрытыми. Кроме того, произошло существенное упрощение порядка закрытия культовых зданий всех конфессий. С мая 1929 года главным органом по делам религиозных организаций была Постоянная комиссия по культовым вопросам при Президиуме ВЦИК СССР, которую возглавлял Пётр Смидович. В этот орган поступали жалобы от верующих на нарушение их прав (в том числе на закрытие культовых зданий), а также предложения от местных властей по упрощению порядка закрытия культовых зданий. Таким образом Комиссия Смидовича находилась под двойным давлением: верующих и местных органов власти. В 1934 году Комиссия была формально упразднена, но её полномочия были сразу же переданы новому органу, который возглавил тот же Смидович — Постоянной комиссии по рассмотрению культовых вопросов при Президиуме ЦИК СССР.
В начале 1930 года Комиссия пошла на уступки местным властям. 6 февраля 1930 года Комиссия изменила порядок закрытия культовых зданий всех конфессий: отныне окончательное решение по закрытию культового здания принимали краевые и областные советы. Таким образом краевой (областной) совет мог принимал окончательное решение о сносе мечети. После этого мечеть сносили или перестраивали. Верующие могли пожаловаться в Комиссию Смидовича на закрытие мечети, но подача жалобы не приостанавливала решение областного (краевого) совета. Пока Комиссия Смидовича рассматривала по их жалобе вопрос об отмене решения краевого (областного) совета о закрытии мечети, местные власти сносили мечеть. В случае удовлетворения жалобы верующих Комиссией Смидовича порой возвращать было нечего — культовое здание уже было разрушено.
В 1929—1930 годах советские органы власти на местах перешли в наступление на мусульманские религиозные организации, которые до этого преследовали меньше, чем православные. Теперь преследование мусульман стало сильнее, чем верующих других конфессий (хотя и на них давление резко усилилось). Об этом свидетельствовал Пётр Смидович, который в мае 1930 года в Уфе принял и выслушал Председателя Центрального духовного управления мусульман Ризаитдина Фахретдинова. По итогам встречи Смидович обратился с докладной запиской к Михаилу Калинину. В ней он отметил, что положение с правами мусульман хуже, чем с верующими других конфессий. Смидович писал Калинину:

Все религиозные организации мусульман находятся накануне полнейшего разрушения и исчезновения с лица земли. Пока закрылось 87 % мухтасибатов (мусульманские епископаты), из 12 000 мечетей закрыто более 10 000, от 90 до 97 % мулл и муэдзинов лишены возможности отправлять культ… Положение по мусульманскому культу хуже, чем по другим культам, но, в общем, рисует характерную для всех культов картину…
Действительно в 1929—1930 годы шло массовое закрытие мечетей в Поволжье. При этом здания мечетей (как и закрываемых церквей) местные власти стремились разобрать на строительный материал. На втором съезде Союза воинствующих безбожников Татарской АССР 5 — 10 февраля 1930 года отмечалось, что в 7 кантонах и 6 районах из 556 церквей закрыли 279, из 1728 мечетей закрыли 1131.
Работники советских органов культуры пытались спасти от сноса те культовые здания, которые представляли историческую ценность. Эта деятельность встречала сопротивление местных органов, которые стремились получить как можно больше строительных материалов. В Татарской АССР сопротивление сносу исторических культовых зданий оказывал Музейный отдел Народного комиссариата просвещения Татарской АССР, который за это подвергся критике в газете «Красная Татария». Заведующий музейным отделом Народного комиссариата просвещения Татарской АССР В. В. Егерев 6 марта 1929 года отмечал, что из взятых на учёт Главнаукой РСФСР в 1927 году 34 культовых зданий Казани, музейный отдел оставил в качестве охраняемых только 11 церквей и 2 мечети.
Коллективизация, сопровождавшаяся закрытием мечетей и репрессиями против мусульманского духовенства, вызвала ряд восстаний в мусульманских местностях. На их подавление бросали военные части. Так, с 10 по 27 декабря 1929 года в Чечне провели операцию по подавлению восстания, участники которого требовали в том числе восстановить шариатские суды. Но операция не привела к прекращению сопротивления мусульман. В 1930 году в Чечне произошло новое восстание. Оба восстания 1929 и 1930 годов были вызваны мерами по коллективизации, которая в Чечне сопровождалась административным закрытием мечетей.
Восстания в период массовой коллективизации под исламскими лозунгами шли также в Средней Азии и Казахстане. Так, в феврале 1930 года восставшие захватили Сузак, провозгласили ханом Султанбека Шолакова и заставили коммунистов пройти по этому селу с белыми флагами, читая молитвы. Восстание было быстро подавлено — хан погиб.
В Узбекистане исламский фактор (по сведениям ОГПУ) играл значительную роль в антисоветском движении 1930 года. Местные дехкане, протестовавшие против насильственной коллективизации, часто выдвигали также религиозные требования. В феврале 1930 года на Коканд шла толпа дехкан (до 3,5 тыс. человек из разных кишлаков). 21 февраля 1930 года эти дехкане встретились с председателем Совета народных комиссаров Узбекской ССР Файзуллой Ходжаевым и вторым секретарём ЦК КП(б) Узбекистана Альфредом Лепой, от которых потребовали (помимо создания колхозов на добровольных началах и свободы торговли) открытия религиозных школ и проведения бракосочетаний по законам шариата. Размах антиколхозного движения в Узбекистане был значителен. Число участников массовых выступлений против коллективизации в Узбекистане составило (по годам):
- 1930 год — 77200 чел.;
- 1931 год — 13908 чел.;
- 1932 год — 1085 чел.

В вооружённых отрядах противников насильственной коллективизации в Узбекистане были представители мусульманского духовенства. Так в вооружённом отряде Носирхонтура Камолхонтураева (действовал на территории Намангана, Янгикургана и Касансая) было 33 представителя мусульманского духовенства.
В Дагестане многие представители духовенства вели антиколхозную агитацию: осуждали обобществление орудий труда как противоречащее исламу и шариату, говорили, что вступление в колхоз равно отречению от веры, что в колхозе жены и дети будут общими, что обработка конфискованной земли противоречит шариату. В Дагестане также были антисоветские восстания. Так, в марте 1930 года на в районном центре Цунтинского района собралось до 1500 повстанцев, которые избрали шариатский совет из 500 человек. Восставшие ликвидировали сельские советы и восстановили шариатский суд, который приговорил к расстрелу трех советских и партийных работников за злоупотребление властью. В апреле — июне 1930 года в Курахском, Касумкентском и Табасаранском районах было восстание во главе с шейхом Гаджи Магомедом Эфенди Рамазановым (1855 года рождения), в ходе которого был убит секретарь Касумкентского районного комитета партии Ю. Герейханов, разогнаны колхозы, во всех мятежных аулах запретили работать учителям советских школ, проводивших антирелигиозную агитацию.
Репрессии 1929—1931 годов коснулись также городского духовенства. Репрессии в отношении мусульманского духовенства в конце 1920-х — начале 1930-е годы коснулись также местных мусульманских общин. В ночь с 15 на 16 февраля 1931 года были арестованы 27 человек, входивших в «двадцатку» Соборной мечети Ленинграда. Арест был произведён в связи с бегством за границу Мусы Бигеева. Среди арестованных оказались два имама. Арестованных обвинили в связях с татарской общиной Финляндии. В материалах дела сказано:

Эти муллы, группируя вокруг себя единомышленников националистической к-р. идеологии из активных прихожан мечети (членов 20-тки и торгашеский элемент, имеющий связи с татарской эмиграцией в Финляндии), маскируясь отправлением религиозных обрядов, занимались антисоветской агитацией. к.-р. группировка при мечети завоевала себе такой авторитет, что на молебствование по праздникам в мечеть стекалось по 5-6 тысяч человек татарской колонии, что составляет 20-25 % общего числа последней
23 июля 1931 года Коллегия ОГПУ приговорила по этому делу 23-х человек к различным срокам заключения. Однако община в Ленинграде продолжала действовать и после приговора.
В 1932 г. было заведено еще одно дело («Дело ленинградских мулл»), по которому был арестован имам-хатиб Соборной мечети Мухаммад-Сафа Баязитов, члены «двадцатки» и религиозный актив общины. По мнению историка ислама в СССР Рената Беккина, аресты имамов и активистов общины были одним из средств (наряду с финансовым и административным давлением), направленными на то, чтобы изъять мечеть из пользования верующих.
Уничтожение мечетей и духовенства сочеталось с применением идеологических методов борьбы с исламом. Важным мероприятием 1930-х годов была замена арабского письма мусульманских народов СССР на латиницу, а затем на кириллицу. 7 августа 1929 года вышло Постановление ЦИК и СНК СССР «О новом латинизированном алфавите народов арабской письменности Союза ССР», которое ликвидировало письменность на основе арабской графики. Историк С. Ш. Казиев отмечает, что в результате этой реформы мусульманские народы СССР оказались отрезаны от зарубежных культурных центров ислама и от своего исторического культурного наследия, связанного с исламскими традициями.
Идея перевода письменности мусульман России на неарабскую графическую основу имела корни в XIX веке. На противомусульманском отделении Казанской духовной академией разрабатывали проект перевода письменности мусульманских народов России на кириллицу, которые в итоге и были осуществлены в советский период. Только советская власть осуществила переход сначала на латиницу, а потом на кириллицу.
Введение латинского алфавита сопровождалось активным внедрением его в обучение, в том числе взрослого населения. До введения нового алфавита подавляющее большинство мусульман СССР было неграмотно. Советская власть развернула масштабную сеть курсов по ликвидации неграмотности для взрослого населения, а также ввела обязательное обучение в советских школах (в том числе для мусульман). Постановление 1930 года вводило в Узбекской ССР всеобщее обязательное начальное обучение:
- Были обязаны учиться все дети от 8 до 10 лет;
- Переростки 11 - 15 лет, не получившие начального образования, должны были пройти 2-х - 3-х летние школы-курсы (с созданием отдельных школ для девочек).

В результате к концу 1930-х годов обозначилось культурное разделение: большинство взрослого мусульманского населения, получившее образование на кириллице и латинице и небольшая часть, которая обучалась на арабице в дореволюционный период и в первые годы советской власти. Первых было намного больше. Известно, что, например, в Азербайджанской ССР в 1939 году грамотными были 73,3 % населения (в том числе 54,7 % женщин-азербайджанок), тогда как в 1926 году грамотными было только 18,5 % населения республики (в том числе 3,1 % азербайджанок). В Чечено-Ингушской АССР по переписи 1939 года грамотными были 57,9 % лиц старше 9 лет.
В 1929 году была произведена реформа рабочей недели, которая исключила для рабочих и служащих возможность отмечать религиозные праздники. Постановление Совета народных комиссаров «О переходе на непрерывное производство в предприятиях и учреждениях СССР» (введено 1 октября 1929 года) разбило год на 72 пятидневки и установило только 5 нерелигиозных праздников.
Период коллективизации сопровождался быстрым ростом численности Комсомола — атеистической молодёжной организации, из которой исключали за исповедание любой религии. В 1930 году в Комсомоле состояли 2466127 человек, а в 1933 году — уже 4547186 человек. За 1933 год из Комсомола исключили 232275 человек, из которых по причине религиозного вероисповедания исключили 2266 человек (1 %).

## Межрепрессионный период (1930—1936 годы)
С весны 1930 года принудительная коллективизация ослабела, начался массовый выход людей из колхозов, пересмотр дел необоснованно раскулаченных. Выход статьи И. В. Сталина «Головокружение от успехов» привёл к тому, что верующим (в том числе мусульманам) стали возвращать ранее закрытые культовые здания. Летом 1930 года в Дагестане верующим вернули как неправильно закрытые 4 мечети, две синагоги и одну соборную православную церковь. Возврат части необоснованно отобранных зданий мечетей верующим к концу 1930 года произошёл и в других регионах СССР. Возвраты необоснованно закрытых мечетей имели место и в дальнейшем. Например, в 1933 году в Кайтагском районе Дагестана вновь открыли 18 незаконно закрытых «за отсутствием духовенства» мечетей. В конце 1930 года были расширены полномочия Комиссии Смидовича по защите прав верующих. Постановление ВЦИК и СНК РСФСР от 31 декабря 1930 года сделало Комиссию Смидовича единственным центральным органом по проведению в жизнь «законов о культах» на всей территории РСФСР.
В январе 1931 года был принят нормативный акт, согласно которому следовало создавать на уровне краёв, областей, автономных республик, городов, а также (при необходимости) районов специальные культовые комиссии, подчинённые Комиссии Смидовича. Культовые комиссии получили право не только давать разъяснения по религиозным вопросам, но и требовать от советских органов власти определённых сведений и отменять решение советских органов власти. Культовые комиссии рассматривали дела о закрытии молитвенных зданий, если предполагалось переоборудовать их под хозяйственные нужды, причём в этом случае власти должны были сообщить об источниках финансирования и об исполнителях этих работ. Культовая комиссия изымала дело о закрытии молитвенного здания у местных властей, если на решение о закрытии была принесена в течение 15 дней жалоба верующих.
Комиссия Смидовича в некоторых случаях обязывала местные органы привлекать должностных лиц, которые при закрытии культовых зданий нарушали закон, к административной и уголовной ответственности. В Табасаранском и Дербентском районах Дагестана провели открытые показательные судебные процессы над местными активистами.
Власти приняли ряд мер по пресечению новых инициатив местных активистов по закрытию культовых зданий. Татарский областной комитет ВКП(б) 22 июня 1932 года принял постановление «О задачах антирелигиозной работы», в котором запретил обсуждение на собраниях верующих вопросов о закрытии церквей и мечетей без предварительной санкции комиссии по культам при ТатЦИКе.
К 1934 году большинство дореволюционных мечетей в СССР действовало. По данным Центральной комиссии по вопросам культов в СССР на декабрь 1933 года было 4856 действующих молитвенных зданий мусульман. С 1918 по 1933 годы закрыты были только 3559 молитвенных зданий мусульман.
Возврат части мечетей не привёл к восстановлению их числа до коллективизации. Например, в Башкирской АССР в 1927 году действовали 2414 мусульманских приходов, тогда как в 1934 году в республике было только 924 мусульманских прихода. Таким образом, несмотря на возврат части зданий, общее количество мечетей в Башкирии за 1927—1934 годы сократилось более, чем в 2,5 раза.
Несмотря на все послабления закрытие и снос мечетей (как и православных храмов) в 1931—1935 годах продолжались. Так 7 марта 1932 года совещание областного комитета коммунистической партии Татарской АССР решило закрыть в Казани 3 мечети, а ряд православных церквей города определило под снос.
Период 1931—1935 годов стал временем ослабления антирелигиозной пропаганды. В 1935 году Татарский областной комитет ВКП(б) отметил развал Союза воинствующих безбожников, декларируемая численность которого сократилась с более чем 40 тысяч членов в 1930 году до 7 тысяч членов в 1935 году (причём сеть районных отделений Союза была фактически ликвидирована). Татарский обком констатировал в связи с этим наличие в Татарской АССР многочисленного духовенства — 1555 мулл при 314 незакрытых мечетях и 342 православных священника при 314 открытых церквях.
Многие закрытые мечети пустовали. Так, в Дагестане по данным отчёта ЦИК Дагестанской АССР на 1 января 1936 года только 39 мечетей были переоборудованы под культурно-просветительские учреждения, а 84 закрытые мечети никак не использовались.
Период существование государственной «вертикали» культовых комиссий оказался недолгим. Местные власти часто препятствовали деятельности культовых комиссий, предоставляя недостоверную статистику. Кроме того, сама Комиссия Смидовича (его сменил в 1935 году юрист Пётр Красиков) с 1933 года осуществляла правозащитную деятельность непоследовательно и эпизодически, причём порой правозащитные усилия Комиссии перекрывались уступками сторонникам борьбы с религией. Так в феврале 1933 года Комиссия Смидовича приняла решение, в котором указывала на необходимость «провести решительную линию по сокращению возможности влияния служителей культа в массах трудящихся». Поэтому Комиссия все же была органом, который одновременно пытался защищать верующих и духовенство и вести с ними борьбу. Слабая эффективность Комиссии была связана с нехваткой сотрудников и недостаточным финансированием. Так, штат Комиссии при Красикове составлял всего три человека, а из-за нехватки средств её члены не могли годами выехать в инспекционные командировки в союзные республики. Местные культовые комиссии в 1936 году действовали в органах власти не всех областей, краёв и автономных республик. К тому времени, по словам Петра Красикова, деятельность местных комиссий сводилась «только к обсуждению дел о закрытии молитвенных зданий».
В межрепрессионный период сохранялось такое средство давления на духовенство как чрезмерные налоги и возложение на духовных лиц заведомо невыполнимых поставок государству определённой продукции. За невыполнение этих требований власти конфисковывали имущество духовенства. Пётр Смидович в 1930—1932 годах так описывал эту ситуацию:

Требования местных органов власти доходят до прямого издевательства… заведомо зная, что магометане не держат у себя свиней, предъявляют к мусульманским служителям культа требования на сдачу свинины и щетины; предъявляют к служителям культа явно незакономерные и непосильные налоги, а лиц, не уплативших этих налогов, отдают под суд, при этом штрафуя и отбирая имущество в административном порядке
Во внешней политике СССР продолжал использовать мусульманский фактор. Действовала советская миссия в Саудовской Аравии. Власти последней столкнулись с резким сокращением потока паломников в Мекку (важнейшего источника доходов). Если в 1929 году Мекку посетили 120 тыс. человек, то в 1931 году — 70 тыс. человек, а в 1933 году — 25 тыс. человек. СССР оказывал саудовским властям помощь, в частности, медицинскими услугами. Так за период с 1 августа 1933 года по 1 апреля 1935 года в советской амбулатории в Джидде было принято 20 тысяч больных, в том числе жены короля

### Большой террор и советский ислам (1936—1939 годы)
В период Большого террора репрессии на мусульманское духовенство обрушилась волна репрессий, которые отличались особой жестокостью и охватили всю территорию страны. До Большого террора власти проводили тактику поощрения раскола крупных религиозных организаций и рассматривали духовенство отколовшихся организаций как более лояльное. Соответственно раскольники получали поддержку властей в борьбе с единоверцами. Это в частности, выражалось в том, что власти старались не арестовывать раскольников. В период Большого террора тактика властей меняется: равно жестоко уничтожают как традиционные религиозные структуры, так и отколовшиеся от них лояльные властям. Ярким примером такой тактики была политика в отношении Русской православной церкви. До Большого террора советская власть поддерживала церковный раскол и подвергала репрессиям в основном тех служителей, которые были верны канонической церкви. В период Большого террора репрессиям и расстрелам в равной мере подвергались служители канонической церкви и их противники (обновленцы), которых до того власти особенно не трогали. Более того, власти ликвидировали раскольничий Синод обновленцев (заставив его самораспуститься) и уничтожили многих его членов: в 1937—1938 годах погибли в лагерях или были расстреляны видные деятели обновленцев.
С началом Большого террора власти сменили тактику в отношении мусульман: ликвидировали организационный раскол в мусульманской среде, полностью уничтожив лояльное им Духовное управление мусульман Башкирской АССР. В 1936 году умер муфтий этого духовного управления Мутыгулла Гатауллин. Затем властями были уничтожены архив и документация этого управления мусульман, а его здание Постановлением Президиума Башкирского ЦИК от 9 февраля 1937 года передали Башкирской областной детской комиссии. Советские власти объявили о слиянии ЦДУМ и Духовного управления мусульман Башкирии. Юридически же слияние двух духовных управлений проведено не было. На это указывает заключение юрисконсульта Совета по делам религиозных культов Федуловой от 16 октября 1957 года, в котором сообщается, что Духовное управление мусульман Европейской части СССР и Сибири не является правопреемником Духовного управления мусульман Башкирии. Духовенство Духовного управления мусульман Башкирской АССР в значительной мере погибло в годы Большого террора.
С началом Большого террора репрессии обрушились на Центральное духовное управление мусульман. 12 апреля 1936 года скончался председатель Центрального духовного управления мусульман Р. Фахретдинов. Советские власти не дали согласия на проведение съезда для избрания его преемника. Исполняющим обязанности муфтия стал Г. Расулев. Вскоре после смерти Фахретдинова власти возбудили уголовное «Дело ЦДУМ», по итогам которого были арестованы и расстреляны более 30 человек, в том числе три казыя ЦДУМ. Дело ЦДУМ рассматривалось около двух лет. В связи с делом ЦДУМ были арестованы представители духовенства тех местностей, где в 1920-е годы действовали управления ЦДУМ. Так, по делу ЦДУМ проходили муллы Ташкента.
В Поволжье сотрудники НКВД фабриковали уголовные дела на мусульманских духовных лиц:
- Повстанческая организация Краснооктябрьского района Горьковской области (1937 год). По этому делу были осуждены 76 (по другим данным 78) городских и районных мулл, расстреляны 56 человек;
- «Группа Муртазина» («националистическая контрреволюционная организация Куйбышевской области — ячейка заграничной организации „Идель-Урал“») Постановлением «тройки» УНКВД от 20 декабря 1937 года по этому делу 41 человек был осуждён к расстрелу, а 1 к лишению свободы.

Обе эти организации по мнению сотрудников НКВД развивались под идейным влиянием лидеров ЦДУМ (в частности К. Тарджиманова) и были связаны с мусульманской эмиграцией.
Мусульманских духовных лиц обвиняли в шпионаже в пользу иностранных разведок, в подготовке антисоветских восстаний. Эти обвинения были обычными для политических процессов периода Большого террора. В частности, мусульманских духовных лиц открыто обвиняли в пособничестве планам Японии по отторжении мусульманских территории СССР. В 1937 году вышел сборник статей «О некоторых методах и приёмах иностранных разведывательных органов и их троцкистско-бухаринской агентуры». В нём С. Уранов сообщал следующее:

Ставя ставку на организацию массовых диверсионных актов в глубоком тылу СССР (Средняя Азия, Урал, Татария), японская военщина поддерживает тесный контакт с эмигрантскими центрами кулацко-басмаческих, пантюркистских и пан-исламистских контрреволюционных группировок. На Ближнем Востоке и в Европе японцы открыто поддерживают лидеров контрреволюционной мусульманской эмиграции. В Японии главным организатором шпионской и диверсионной работы по «мусульманской линии» является мулла Курбангалиев, давно состоящий на службе у японской разведки
Специфичным для дел мусульманских духовных лидеров было обвинение в панисламизме. В 1930-е годы сотрудники советских спецслужб идентифицировали как панисламистов религиозных лидеров, которые выступали за единение всех советских мусульман (если лидер выступал за самоорганизацию по национальному признаку, то его обвиняли в пантюркизме). Благодаря такой трактовке все действия лидеров Центрального духовного управления мусульман (ЦДУМ) 1920-х годов, направленные на расширение сферы влияния ЦДУМ (как в СССР, так и за рубежом) были в период Большого террора объявлены «панисламистскими».
В 1937—1938 годах в Южном Казахстане и Узбекистане была раскрыта «Антисоветская панисламистская террористическо-повстанческая и шпионско-диверсионная организация», связанная с мусульманской эмиграцией и японской разведкой. Большинство обвиняемых по этому делу (231 человек из 267) были из Южного Казахстана, остальные из Узбекистана. Дело было связано с «делом ЦДУМ»: обвиняемым вменяли в вину связь с «японскими агентами» из состава ЦДУМ — кази ЦДУМ Магди Магкуловым (расстрелян в 1937 году) и заместителем муфтия ЦДУМ Кашафом Тарджимановым (арестован в 1936 году). По итогам этого дела, двое религиозных авторитетов-ишанов, которых советские органы считали лидерами организации (узбек Юсупхан Умартюряев и казах Алькен Джангирходжаев) были расстреляны в 1937 году.
Особенностью Большого террора в отношении мусульманского духовенства был тот факт, что он шёл в две волны. Сначала, в 1937—1938 годах, репрессии опробовали на мусульманском духовенстве более модернизированных регионов, а потом уже на духовенстве Средней Азии и Северного Кавказа.
Преследования в отношении мусульманского духовенства шли в рамках приказа НКВД СССР № 00447 — общесоюзной массовой кулацкой операции. В Татарской АССР в рамках исполнения приказа НКВД СССР № 00447 23 июля 1937 года в Чистополе состоялось совещание НКВД, где было дано районный отделам НКВД «составить справки на кулаков, уголовников, вилочников, подкулачников и район очистить от этих элементов». В эти списки репрессированных по 2-й категории попали представители духовенства: «кулак-мулла», «кулак-поп», «кулак-церковник», «сын муллы, учитель», «сын мюрида». После составления списков в Татарской АССР начали репрессии (в период с ночь с 5 на 6 августа 1937 года по январь 1938 года). Всего в этот период были репрессированы 3108 кулаков (из них 76 были кулаками-муллами и 7 кулаков-попов) а также репрессировали не менее 94 мулл и муэдзинов и не менее 138 представителей православного духовенства.
Репрессии в отношении верующих мусульман (кроме духовенства) в период Большого террора были по советским меркам мягкими. Л. А. Лягушкина на основе анализа «книг памяти» установила, что, например, в Башкирской АССР башкир и татар репрессировали в Большой террор существенно реже, чем русских. Лягушкина отметила, что среди репрессированных по Башкирии татары составляли 15 %, а башкиры 17 %, тогда как среди населения Башкирии (по переписи 1937 года) татар было 25 %, а башкир 21 %. Лягушкина в этой связи отметила причинно-следственную связь между национальностью и количеством репрессированных. Наивысшей доля репрессированных была среди «инонациональностей» (народов, проживавших преимущественно за рубежом — например, латышей и поляков). Советские же мусульманские народы (за редким исключением) к «инонациональностям» не относились и поэтому меньше страдали от Большого террора, не подвергаясь «национальным операциям».
Похожая ситуация была в Татарской АССР. Согласно отчёту НКВД Татарской АССР за 1937 год из 4173 репрессированных тройкой НКВД Татарской АССР было 2154 русских (51,62 % репрессированных) и 1623 татарина (38,89 % репрессированных). При этом в Татарской АССР по переписи 1937 года русские составляли 43,2 % населения, а татары — 48,8 % населения. То есть доля татар среди репрессированных в Большой Террор оказалась существенно ниже доли татар в населении Татарской АССР.
Особый интерес возник у региональных партийных руководителей к служителям культа в связи с принятием сталинской конституции СССР 1936 года, которая предоставила избирательные права в том числе духовенству. Региональные партийные руководители боялись перед днём первых по новой Конституции выборов в Верховный совет СССР (они были назначены на 12 декабря 1937 года), что «классовые враги» извлекут выгоду из свободы, предоставленную выборами. На июньском пленуме глава правительства советского Казахстана Ураз Исаев предупреждал:

Здесь мы столкнёмся с новым видом прямой классовой борьбы. Даже сейчас муллы, троцкисты и другие типы контрреволюционных элементов готовятся к выборам
В период Большого террора власти вновь стали массово закрывать мечети, которые в ходе репрессий оставались без духовенства. Решения о закрытии принимались на заседаниях специальных комиссий. При этом на каждую закрываемую мечеть заводили отдельное дело. В 1936—1939 годах комиссии рассматривали вопросы о закрытии мечетей часто формально, стараясь закрыть как можно больше мечетей. В результате за одно заседание комиссия принимала решение о закрытии нескольких десятков мечетей. При таком подходе было невозможно вникнуть в каждое дело о закрытии. По подсчётам историка Айслу Юнусовой, только за одно заседание Президиума ЦИК Башкирской АССР 31 мая 1937 года было принято решение о закрытии 48 мечетей.
В 1937 году власти оформили закрытия мечетей, проведённые в 1928—1932 годах. При этом власти признавали в своих решениях, что ряд мечетей был закрыт в период коллективизации с нарушением закона. Однако, если не было жалоб от верующих, то признание нарушения не влекло возврат им зданий мечетей. Президиум ЦИК Башкирской АССР 29 января 1937 года принял Постановления о закрытии молитвенных зданий (как мусульман, так и других конфессий) в трёх районах Башкирской АССР. В Постановлениях отмечалось, что ряд мечетей закрыли в 1928—1932 годах без утверждения Президиумом ЦИК Башкирской АССР, но предписывалось:

Принимая во внимание отсутствие жалоб верующих на их закрытие, а также учитывая, что все эти молитвенные дома с момента их закрытия переоборудованы и используются под культурно-просветительные цели, считать закрытыми и эксплуатируемыми под культурно-просветительные учреждения
В апреле 1938 года была упразднена Комиссия Красикова, а все вопросы, связанные с религией были переданы НКВД СССР. С ликвидацией Комиссии верующие потеряли последний государственный орган, который хотя и непоследовательно, но пытался защитить их права и препятствовать массовому закрытию культовых зданий.
Были случаи, когда верующие отказывались посещать гражданские учреждения, размещённые в зданиях мечетей. Например, в 1939 году власти были вынуждены перенести амбулаторию и родильный дом, размещённые из здания ранее закрытой мечети села Новые Тимерсяны в частный дом, так как местные татарки отказывались ходить на лечение и родовспоможение в помещение мечети.
Атеистическая пропаганда в период Большого террора была резко усилена, в том числе в мусульманских местностях. Показателем является быстрый рост в 1936—1939 годах численности Союза воинствующих безбожников. Если в 1935 году в Союзе воинствующих безбожников в Татарской АССР насчитывалось всего 7 тысяч членов, то к 1 октября 1939 года этот Союз объединял 43042 человека.
В конце 1930-х годов был принят ряд мер, усиливших ещё один фактор атеизации населения — обязательную службу в рядах РККА. В 1938—1939 годах в РККА был введён принцип экстерриториальности прохождения службы — призывники проходили службу вне места своего жительства. Это приводило к тому, что призывников из мусульманских местностей направляли служить в те районы, где мусульманского населения почти не было. В свою очередь в мусульманские местности направлялись части, сформированные из призывников-немусульман.
Так, в 1938 году с территории Северного Кавказа призвали всего 3450 человек, из которых ни один не был оставлен служить в Северо-Кавказском военном округе. Все 3450 северокавказских призывников были направлены в Ленинградский военный округ, Белорусский особый военный округ, Киевский особый военный округ и Московский военный округ
В 1938 году с территории Закавказья призвали 10510 человек, из которых большинство (7760 человек) было направлено в Белорусский и Киевский особые, Ленинградский и Московский военные округа.
В 1938 году с территории Средней Азии призвали 17825 человек, из которых в Среднеазиатском военном округе оставили служить только 1800 человек.
В 1938 году были ликвидированы немногочисленные национальные части РККА, в том числе сформированные из представителей мусульманских народов. 7 марта 1938 года совместное постановление ЦК ВКП(б) и СНК СССР «О национальных частях и формированиях РККА» предписывало:
- Переформировать все национальные части РККА в «общесоюзные с экстерриториальным комплектованием, изменив соответственно дислокацию частей и соединений»;
- «Граждан национальных республик и областей» призывать на военную службу на общих с другими гражданами СССР основаниях.

К лету 1938 года все национальные формирования РККА были расформированы. Призывы 1938, 1939 и 1940 годов уже сопровождались экстерриториальным распределением новобранцев. 1 сентября 1939 года Верховный Совет СССР принял закон об обязательной военной службы, который предусматривал следующее:
- Призыву на военную службу подлежали все мужчины вне зависимости от вероисповедания и национальности;
- Снижался призывной возраст. Теперь мужчин призывали с 18 лет, если они имели среднее образование и с 19 лет, если они не имели среднего образования.

Упразднение национальных частей в 1930-е годы сопровождалось постепенным отказом от национальных блюд. Таким образом, для красноармейцев не стало никакой возможности соблюдать исламские пищевые запреты.
В конце 1930-х годов власти свернули политику коренизации и перешли к русификации. К тому времени выяснилось, что коренизированное атеистическое образование приводит к культурной изоляции мусульманских народов СССР. В национальных школах к концу 1930-х годов русский язык либо не преподавался, либо преподавался на низком уровне. В результате, выпускники национальных коренизированных школ не могли поступить в вузы и техникумы, где преподавание велось на русском языке, и оставались малообразованными. В докладной записке народного комиссара просвещения РСФСР Петра Тюркина (от 2 февраля 1938 года) по итогам совещания по вопросам преподавания русского языка в национальных школах союзных республик приводил цифры, указывающие, что в большинстве школ национальных республик русский язык не преподавали совсем. Тюркин указывал на примере мусульманских республик, что из 728 школ Туркменской ССР русский язык преподавали лишь в 321 школе, из 667 начальных школ Киргизской ССР русский язык изучали в 189 школах, из 255 неполных средних школ Казахской ССР русский язык преподавали в 39 школах, из 75 средних школ Казахской ССР русский язык преподавали только в 7 школах. Тюркин отмечал: «Отнюдь не лучше обстоит дело с преподаванием русского языка в школах Таджикской, Узбекской и др. республик». Причём Тюркин особо отмечал, что даже в немногих национальных школах, где русский язык изучался, его качество преподавания было на низком уровне:

В большинстве школ, где в данное время проводится обучение детей русскому языку, уровень преподавания его остаётся крайне неудовлетворительным, и в результате этого успеваемость учащихся крайне низкая
В результате, в конце 1930-х годов начался новый процесс советизации мусульманского населения. В период коренизации власти создали атеистическое школьное образование для мусульман на национальных языках. С конца 1930-х годов образование осталось атеистическим, но в значительной степени стало русифицироваться: число национальных школ было сокращено, а в оставшихся ввели обязательное преподавание русского языка. Это облегчило включение мусульманской молодёжи в советскую систему атеистического высшего и среднего профессионального образования. Национальные атеистические кадры из числа коренизаторов, которые в ходе коренизации боролись с исламом, в значительной мере были истреблены в ходе Большого террора.

## Советский ислам в предвоенный период (1939—1941 годы)
Очень усилило положение христианских конфессий и иудаистов, присоединение в 1939—1940 годах к СССР значительных западных территорий с многочисленным верующим населением: Западной Украины, Западной Белоруссии, Северной Буковины, Прибалтики и Бессарабии. Это привело к тому, что власти СССР были вынуждены тем же православным епископам разрешить посещение новых территорий. Для ислама необходимости в таких уступках не было — на присоединённых в 1939—1940 годах к СССР землях практически не было мусульман. Поэтому в 1939—1941 годах советская политика в отношении мусульман не претерпела существенных изменений: власти всеми средствами уничтожали ислам (точнее то, что от него осталось).
В 1939 году в мусульманских местностях ещё действовал ряд мечетей. Причём в официальных документах приводились разные данные по их количеству. По состоянию на 1 апреля 1939 года в Татарской АССР действовали 890 мечетей и 310 церквей (согласно справке к постановлению Президиума Верховного совета, датированной июнем 1939 года). Вместе с тем в докладной записке для руководства Татарской АССР указывалось, что на 1 апреля 1939 года в Татарии было 612 действующих мечетей. В некоторых сельских районах Татарской АССР в 1939 году было по несколько десятков мечетей. Так, в Кукморском районе было 44 мечети, в Сабинском 39 мечетей, в Нурлатском 37 мечетей.
Советские власти в 1939—1941 годах стимулировали закрытие культовых зданий экономическими методами. 18 августа 1939 года было принято Постановление Совета народных комиссаров РСФСР, которое выделило бюджетные средства для приспособления зданий бывших церквей и мечетей под школы.
В 1939—1941 годах репрессии в отношении мусульманского духовенства продолжались, но число их жертв было меньше, чем в период Большого террора. Уголовные дела в отношении «панисламистов» и «пантюркистов» органы НКВД продолжали фабриковать. Однако число жертв их было меньше, чем в период Большого террора. Это было связано с тем, что к 1939 году большинство представителей мусульманского духовенства было уже репрессировано.
В 1940—1941 годах НКВД Казахской ССР сфабриковало дело «Цепь Корана» в отношении представителей мусульманского духовенства и верующих из Казахской, Туркменской, Узбекской и Таджикской ССР и РСФСР. Привлекаемых лиц обвинили в создании «панисламистской повстанческой организации». Подозреваемыми по делу проходили 237 человек (мусульманские духовные лица, представители дореволюционной светской элиты). Их обвиняли в том, что они хотели создать на территории Средней Азии государство, основанное на принципах шариата во главе с мусульманским духовенством при вооружённой помощи «капиталистических мусульманских государств против кяфиров-большевиков и советской власти». По версии следствия, эта повстанческая организация была связана с разведками мусульманских стран (Ирана, Саудовской Аравии, Турции), Великобритании и Франции. По делу были арестованы 70 человек, из которых 12 были расстреляны. Следователи связали «Цепь Корана» с ЦДУМ. Актив выявленной «панисламистской организации» должен был вести «шпионско-разведывательную работу» по заданию руководства ЦДУМ: муфтия Ризаитдина Фахретдинова, его заместителя Кашафа Тарджиманова и казыя Магди Магкулова.
В 1939—1941 годах продолжалась идеологическая работа с мусульманским населением СССР, прежде всего с молодёжью. В 1939—1941 годах власти усилили работу с малообразованной молодёжью призывного возраста, к которой относилось большинство призывников из мусульманских местностей Кавказа, Закавказья, Средней Азии и Казахстана. С мая 1939 года малограмотные и неграмотные призывники из сельской местности проходили обучение с отрывом от производства. Этот фактор также способствовал атеистической работе среди молодых мусульман, большинство которых проживало в сельской местности. Малограмотных и неграмотных среди мусульман-призывников было намного больше, чем среди немусульман. Например, в 1940 году в Чечено-Ингушской ССР 20,8 % призывников были неграмотными и малограмотными, тогда как в СССР (призыв 1941 года) неграмотными и малограмотными были только 17,1 % призывников
В 1939—1940 годах была введена жёсткая система приписки, причём она распространилась на мусульманские местности. В феврале — марте 1939 года в ходе приписки военнообязанных в Дагестанской АССР, Чечено-Ингушской АССР, Кабардино-Балкарской АССР было выявлено много граждан старших возрастов, которые ранее на воинском учёте не состояли, хотя должны были это делать.
Численность призываемых на военную службу в 1939—1941 годах советских мусульман также резко возросла. Это было связано с резким ростом численности Красной Армии в 1939—1940 годах. В 1937 году в армию и на флот призвали в Советском Союзе 1 083 755 чел., а в 1939 году (с учётом дополнительного призыва начала 1940 года)призыв составил 1 876 542 человека. В 1940 году призвали в СССР ещё 1658171 чел.. В значительной мере увеличение числа призывников было связано с набором мусульман Северного Кавказа, Закавказья, и Средней Азии.
В призыве 1937 года представителей советских мусульманских народов почти не было (за исключением татар и башкир). В 1937 году на военную службу призвали 8816 представителей народов Средней Азии (0,8 % общей численности призыва 1937 года), 838 дагестанцев и 5466 азербайджанцев. В призыв 1939 года (с учётом дополнительного призыва начала 1940 года) на военную службу были набраны 186447 представителей народов Средней Азии, 10509 дагестанцев и 36327 азербайджанцев. В призыве 1940 года насчитывался уже 86071 представитель среднеазиатских народов (5,2 % призыва 1940 года), 6323 дагестанца и 17602 азербайджанца. Резко увеличилась численность призываемых татар — с 14874 человек (призыв 1937 года) до 3560 человек (призыв 1940 года). А вот численность призываемых башкир оставалась сравнительно стабильной: 4264 человека в 1937 году и 6629 человека в призыв 1940 года.
В 1939—1941 годах существенно возросла численность атеистической молодёжной организации — ВЛКСМ. Численность этой структуры составляла по годам:
- 1938 год — 4375604 чел.;
- 1939 год — 7296135 чел.;
- 1940 год — 10223148 чел.;
- 1941 год — 10387852 чел.

Таким образом к 1941 году в СССР осталась только одна действующая мусульманская религиозные организация — Центральное духовное управление мусульман в Уфе во главе с Г. З. Расулевым. Многие муллы находились в местах лишения свободы. Не было ни одного мусульманского периодического издания. Подготовка кадров мусульманского духовенства легально не велась. Были прекращены хадж и паломничества к шиитским святым места. Среди мусульманской молодёжи велась активная атеистическая пропаганда не только через школу и комсомол, но и через обязательную службу в армии, где мусульмане (как и представители других конфессий) не имели возможности соблюдать религиозные обряды. Мечетей осталось крайне мало и их продолжали закрывать. Например, в Башкирской АССР в 1941 году было только 12 мечетей.
Мусульманское вооружённое сопротивление к 1941 году было почти полностью подавлено. Согласно докладу начальника отдела по борьбе с бандитизмом НКВД СССР А. М. Леонтьева от 30 августа 1944 года, только в Чечено-Ингушской АССР («являвшейся на протяжении ряда лет наиболее поражённой бандитизмом республикой») и в Дагестанской АССР до начала войны были действующие банды. Леонтьев констатировал: «В остальных республиках и краях Северного Кавказа до войны действующих банд не было». Он отмечал, что в трёх республиках Закавказья «к началу Отечественной войны активно действующих банд также не было».
В других мусульманских местностях СССР — Поволжье, на Урале и в Средней Азии — к 1941 году практически не было вооружённого бандитского движения. Это следует из того, что по состоянию на 1 июля 1941 года «на учёте» НКВД СССР на территории Советского Союза (без Западной Украины, Западной Белоруссии, Прибалтики, Бессарабии, Северного Кавказа и Закавказья) числились всего 20 банд со 120 участниками.
В 1940—1941 годах советские власти приняли новые меры по борьбе с побегами за границу. 7 декабря 1940 года было принято постановление ЦК ВКП(б) и СНК СССР «О привлечении к ответственности изменников родине и членов их семей», согласно которому члены семей перебежчиков подлежали ссылке «в отдалённые северные районы» на срок от 3 до 5 лет с конфискацией имущества.